# Harry Kirke Swann
Harry Kirke Swann (* 18. März 1871 in Malquoits, Ewhurst, Surrey; † 14. April 1926 in Barnet, London) war ein englischer Ornithologe und Sachbuchautor. Seine Forschungsschwerpunkte waren  Greifvögel und die britische Avifauna.

## Leben
Swann wurde zunächst privat unterrichtet. Anschließend besuchte er die Roan School in Greenwich, und schließlich hatte er einen Privatlehrer in Brighton. Sein Interesse für die Natur und speziell für die Vogelkunde wurde bereits in frühester Kindheit geweckt. Im Alter von 20 Jahren reiste er in die ostkanadische Provinz Nova Scotia, worüber er 1895 das Werk Nature in Acadie veröffentlichte. Nachdem er 1892 nach England zurückgekehrt war, gründete er das Magazin Naturalist’s Journal, das nach zwei Ausgaben (1892 und 1894) von Seth Lister Mosley (1848–1929) herausgegeben wurde. In diesem Journal erschien 1892 Swanns erster Artikel Bird Life on Epsom Common. 1893 veröffentlichte er das Werk Birds of London, in dem er seine siebenjährige ornithologische Feldarbeit im London District beschreibt. 1896 folgte A Concise Handbook of British Birds. Im selben Jahr war er Herausgeber der fünften Auflage von Francis Orpen Morris’ Standardwerk History of British Birds, und er betreute die Neuauflage von Henry Seebohms British Birds. Im Frühjahr 1896 gründete Swann das Vogel-Journal The Ornithologist, das jedoch nach einer Ausgabe wieder eingestellt wurde. 
1904 wurde er Mitarbeiter der Verlagsbuchhandlung Messrs. John Wheldon & Co., die auf naturhistorische Werke spezialisiert war und 1921 mit dem Verlag William Wesley & Sons fusionierte. In dieser Zeit erwarb Swann ein umfangreiches ornithologisches und bibliographisches Wissen. 1913 erschien im Verlag von Harry Witherby sein Standardwerk A Dictionary of English and Folk-Names of British Birds. 1917 veröffentlichte er gemeinsam mit William Herbert Mullens (1866–1946) das Werk A Bibliography of British Ornithology, ein Lexikon über britische Ornithologen. 1920 wurde Swann Mitglied der British Ornithologists’ Union.
Swann starb am 14. April 1926 im Alter von 55 Jahren an den Folgen einer Operation im Barnet Cottage Hospital in London.
1930 veröffentlichte Alexander Wetmore posthum das von Swann begonnene Buch A Monograph of the Birds of Prey (Order Accipitres), das zu den herausragendsten Standardwerken über Greifvögel in der ersten Hälfte des 20. Jahrhunderts zählt.
Zu den von Swann beschriebenen Arten zählen der Traylorwaldfalke (1919), der Kapverden-Bussard (1919) und der Kragenweih (1922). Weiter beschrieb er unter anderem Unterarten vom Kuckucksweih (Aviceda cuculoides batesi, 1920), vom Rotkehlfälkchen (Microhierax caerulescens burmanicus, 1920) und vom Zweibindenbussard (Buteo nitidus costaricensis, 1922).